# Estadio Panetolikos
El Estadio Panetolikos (en griego: Γήπεδο Παναιτωλικού) es un estadio de usos múltiples ubicado en la ciudad de Agrinio, Grecia. Fue construido en 1930 y se usa principalmente para partidos de fútbol, es utilizado por el club de Panetolikos FC de la Superliga de Grecia. Posee actualmente una capacidad para 7,000 personas y su mayor asistencia fue de 11.012 durante un partido contra Olympiakos en 1977. Hay planes para aumentar la capacidad de asientos del estadio a 11,000 en el futuro.
El estadio posee dos gradas a ambos lados del campo. Se ha utilizado como campo de fútbol desde 1930, sin embargo, el primer stand no se construyó hasta mediados de los años 50. El stand oeste principal fue construido en la década de 1970. Desafortunadamente, en los años que siguieron, poco más se invirtió en el estadio, que gradualmente cayó en mal estado. Esta era la situación hasta 2005, cuando los nuevos propietarios del club revelaron sus planes para la reconstrucción completa del estadio. El estadio también cuenta con oficinas del equipo, boutique y cafeterías.
Los trabajos comenzaron después de la promoción del equipo a la Superliga en 2013, con el fin de aumentar la capacidad del estadio en 1400 asientos aproximadamente detrás de la portería. Así, el campo de Panetolikos tendrá tres graderías. Se instaló iluminación artificial con una potencia total de 1600 lux, que satisfacen los requisitos de la Superliga griega y de la UEFA. Además se agregó un marcador electrónico en 2017.